# Municipio de Sioux (Misuri)
El municipio de Sioux (en inglés: Sioux Township) es un municipio ubicado en el condado de Platte en el estado estadounidense de Misuri. En el año 2010 tenía una población de 11497 habitantes y una densidad poblacional de 478,24 personas por km².

## Geografía
El municipio de Sioux se encuentra ubicado en las coordenadas 39°12′5″N 94°42′4″O / 39.20139, -94.70111. Según la Oficina del Censo de los Estados Unidos, el municipio tiene una superficie total de 24.04 km², de la cual 23.02 km² corresponden a tierra firme y (4.26%) 1.02 km² es agua.

## Demografía
Según el censo de 2010, había 11497 personas residiendo en el municipio de Sioux. La densidad de población era de 478,24 hab./km². De los 11497 habitantes, el municipio de Sioux estaba compuesto por el 89.7% blancos, el 4% eran afroamericanos, el 0.38% eran amerindios, el 2.21% eran asiáticos, el 0.21% eran isleños del Pacífico, el 0.84% eran de otras razas y el 2.65% pertenecían a dos o más razas. Del total de la población el 4.24% eran hispanos o latinos de cualquier raza.